# 690 Wratislavia
690 Wratislavia
690 Wratislavia là một tiểu hành tinh ở vành đai chính. Nó được Joel Hastings Metcalf phát hiện ngày 16.10.1909 ở Taunton, Massachusetts (Hoa Kỳ), và được đặt theo tên Wratislavia, tên tiếng Latin của Breslau (Wrocław), nay thuộc Ba Lan 
Dữ liệu do Vệ tinh thiên văn hồng ngoại (IRAS) thu thập cho thấy đường kính của nó khoảng chừng 135 km.

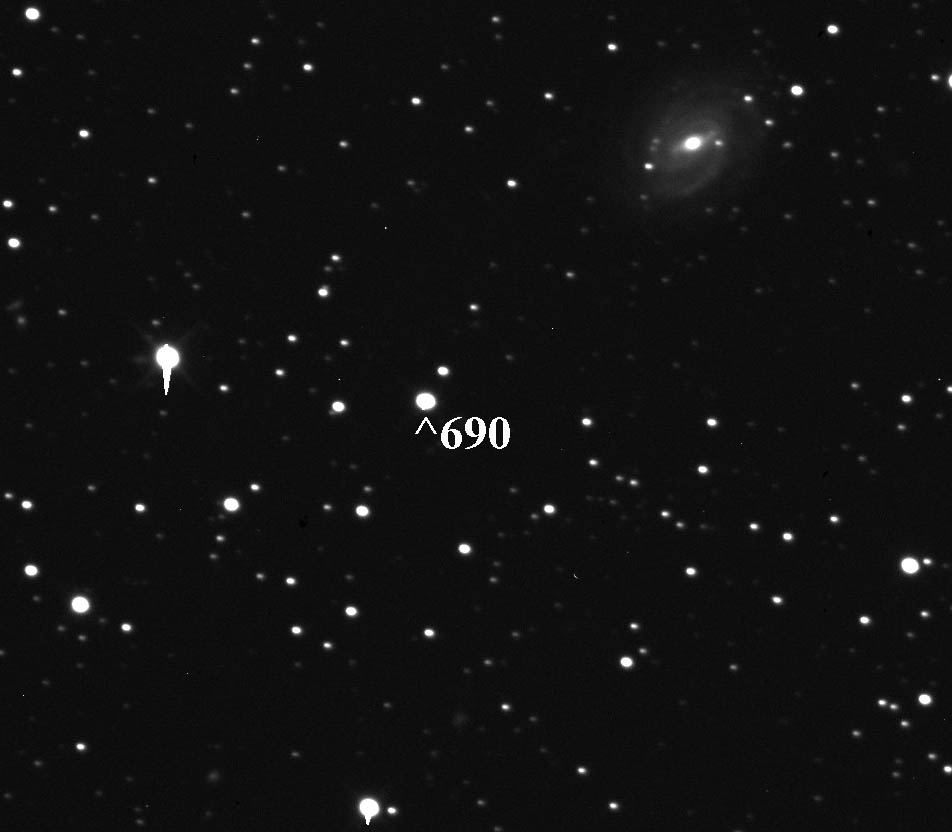
Tiểu hành tinh 690 Wratislavia (cấp sao biểu kiến 12.9) gần thiên hà NGC 6941.